# Alison Van Uytvancková

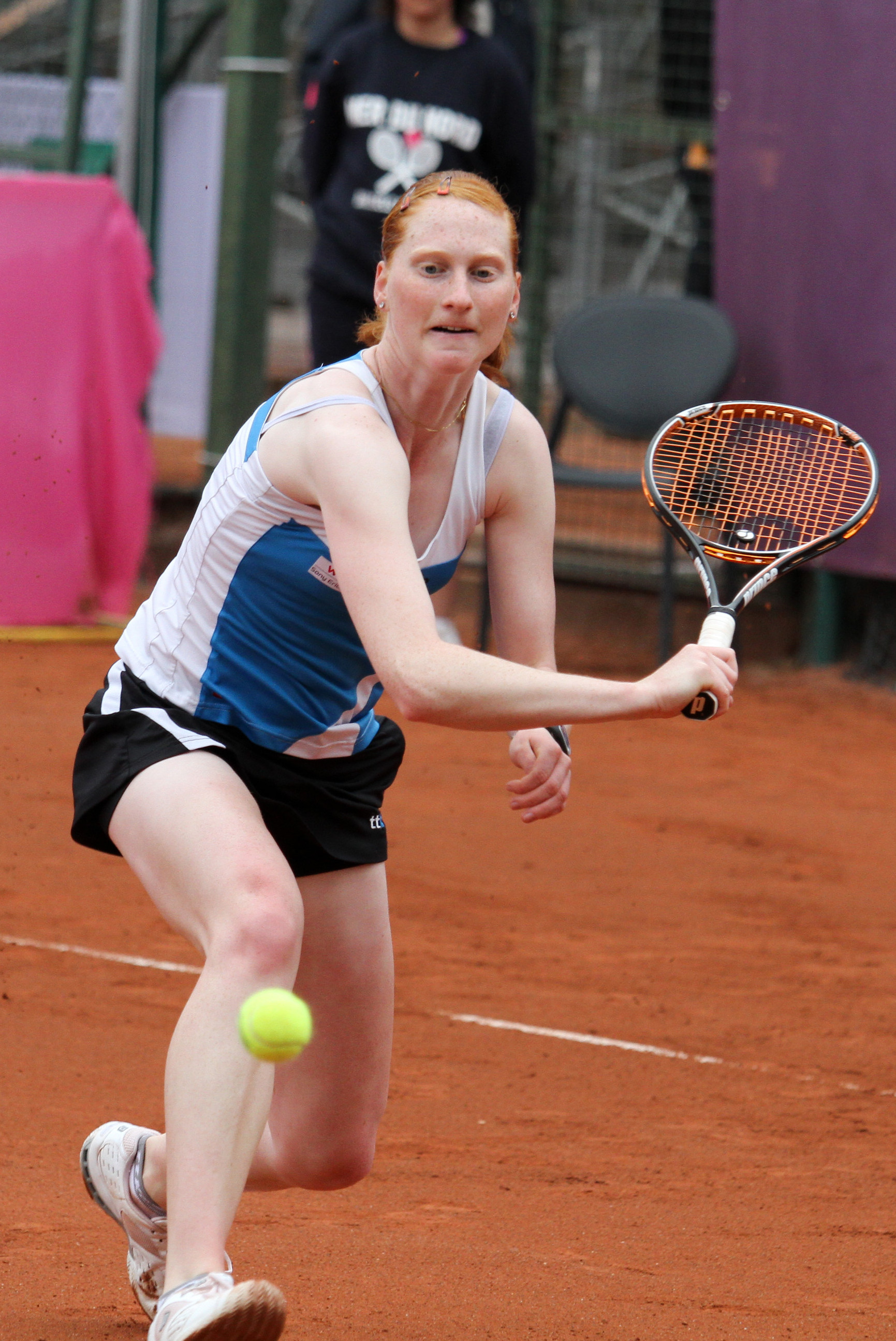
Alison van Uytvancková na Brussels Open 2011

Alison Van Uytvancková, nepřechýleně Van Uytvanck, (* 26. března 1994 Vilvoorde) je belgická profesionální tenistka. Ve své dosavadní kariéře vyhrála na okruhu WTA Tour pět turnajů ve dvouhře a dva ve čtyřhře. V rámci série WTA 125K přidala dvě singlové trofeje. V rámci okruhu ITF získala třináct titulů ve dvouhře a dva ve čtyřhře.
Na žebříčku WTA byla ve dvouhře nejvýše klasifikována v srpnu 2018 na 37. místě a ve čtyřhře pak v září 2021 na 68. místě. Trénují ji Michiel Antheunis a Ann DeVriesová, koučové belgického tenisového svazu.
V hlavní soutěži nejvyšší grandslamové kategorie debutovala na Australian Open 2014, kde ji v úvodním kole vyřadila Francouzka Virginie Razzanová po zvládnutých tiebreacích obou sad.
V belgickém fedcupovém týmu debutovala v roce 2012 čtvrtfinálovým utkáním Světové skupiny proti Srbsku, v němž s Wickmayerovou prohrála čtyřhru proti páru Jovanovská a Krunićová. V roce 2011 byla členkou týmu, jenž se probojoval do semifinále Světové skupiny. Do roku 2020 v soutěži nastoupila k dvaceti mezistátním utkáním s bilancí 12–7 ve dvouhře a 3–5 ve čtyřhře.

## Tenisová kariéra

### 2011
Na okruhu ITF získala čtyři singlové tituly, které vybojovala v portugalském Vale Do Lobo, francouzském Dijonu, skotském Edinburghu a britském Sunderlandu. Jako poražená finalistka skončila v belgickém Tessenderlu, kde nestačila na zástupkyni německého tenisu Annu-Lenu Grönefeldovou.
V rámci okruhu WTA Tour se probojovala do hlavní soutěže Brussels Open, když vyhrála tři kvalifikační kola nad Margalitou Čachnašviliovou, Laurou Siegemundovou a konečně také nad Tchajwankou Sie Šu-wej. V úvodním kole turnaje pak překvapivě zdolala zkušenou Švýcarku Patty Schnyderovou. Ve druhém nestačila na krajanku Yaninu Wickmayerovou, již podlehla ve dvou sadách.
Z pozice kvalifikantky také pronikla do hlavní soutěže travnatého UNICEF Open v 's-Hertogenboschi, kde byla nad její síly v úvodním utkání Alexandra Dulgheruová.

### 2012
V Glasgowě zaznamenala pátou trofej z události ITF ve dvouhře. Z finále odešla poražena v německém Kaarstu. V únoru debutovala v belgickém fedcupovém týmu debutovala v roce 2012 čtvrtfinálovým utkáním Světové skupiny proti Srbsku, když ji nehrající kapitánka Ann Devriesová postavila místo Flipkensové do rozhodující čtyřhry za stavu 2:2 na zápasy. S Wickmayerovou však po třísetovém průběhu podlehly páru Bojana Jovanovská a Aleksandra Krunićová. Belgičanky tak ze soutěže vypadly těsným poměrem 2:3.
Na nejvyšším ženském okruhu obdržela divokou kartu do hlavní soutěže Brussels Open. V prvním klání si poradila s 39. ruskou hráčkou žebříčku Xenijí Pervakovou a poté přešla přes Jihoafričanku Chanelle Scheepersovou, která ve světové klasifikaci figurovala o šest míst níže než předešla soupeřka. Po dvou třísetových duelech se tak probojovala do svého premiérového čtvrtfinále na okruhu WTA Tour, kde ji však deklasovala světová trojka Agnieszka Radwańská, když na ni uhrála jen tři gamy. Na UNICEF Open skončila v prvním kole kvalifikace porážkou od Rusky Niny Bratčikovové. Tento scénář se opakoval i v Bastadu. Do konce sezóny již žádný turnaj WTA Tour neodehrála.

### 2013
V sezóně neprošla sítem kvalifikace na BNP Paribas Katowice Open, kde ji vyřadila Ukrajinka Valerija Solovjovová. Také na Topshelf Open ji stopku vystavila Lesja Curenková. První kolo bylo konečnou fází na květnovém Brussels Open po prohře od kazašské kvalifikantky Julie Putincevové.
Ve wimbledonské kvalifikaci vypadla ve druhé fázi s Marianou Duque Mariñovou a v úvodním kole turnaje Budapest Grand Prix ji deklasovala Rakušanka Yvonne Meusburgerová. V kvalifikaci US Open prošla přes Stéphanii Foretzovou Gaconovou do třetího kvalifikačního kola, v němž ji stopku vystavila chorvatská tenistka Ajla Tomljanovićová.
Premiérový titul na okruhu WTA Tour přišel v rámci série WTA 125K triumfovala na listopadovém OEC WTA Ladies Open v Tchaj-peji. V prvních třech kolech na její raketě skončily Rusky Olga Pučkovová, Alla Kudrjavcevová a Jekatěrina Byčkovová. V semifinále zdolala Němku z konce elitní stovky Dinah Pfizenmaierovou a ve finále si poradila s krajankou a druhou nasazenou Yaninou Wickmayerovou.

### 2014
Do sezóny vstoupila úspěšně zvládnutou kvalifikací na australském Moorilla Hobart International, kde v prvním kole hlavní soutěže podlehla 125. hráčce světa Casey Dellacquové. Premiérové utkání v hlavní soutěži grandslamové kategorie odehrála na Australian Open, kde ji v úvodním kole vyřadila Francouzka Virginie Razzanová.
Na zahajovacím ročníku brazilského Rio Open postoupila jako kvalifikantka do druhého kola přes Švédku Johannu Larssonou. V něm skončila na raketě další kvalifikantky a 160. ženy žebříčku Nastassji Burnettové z Itálie. Na navazujícím Brasil Tennis Cupu se probojovala přes Sie Šu-wej a Argentinku Paulu Ormaecheovou do čtvrtfinále, kde ji stopku vystavila druhá nasazená Španělka Garbiñe Muguruzaová

### 2017

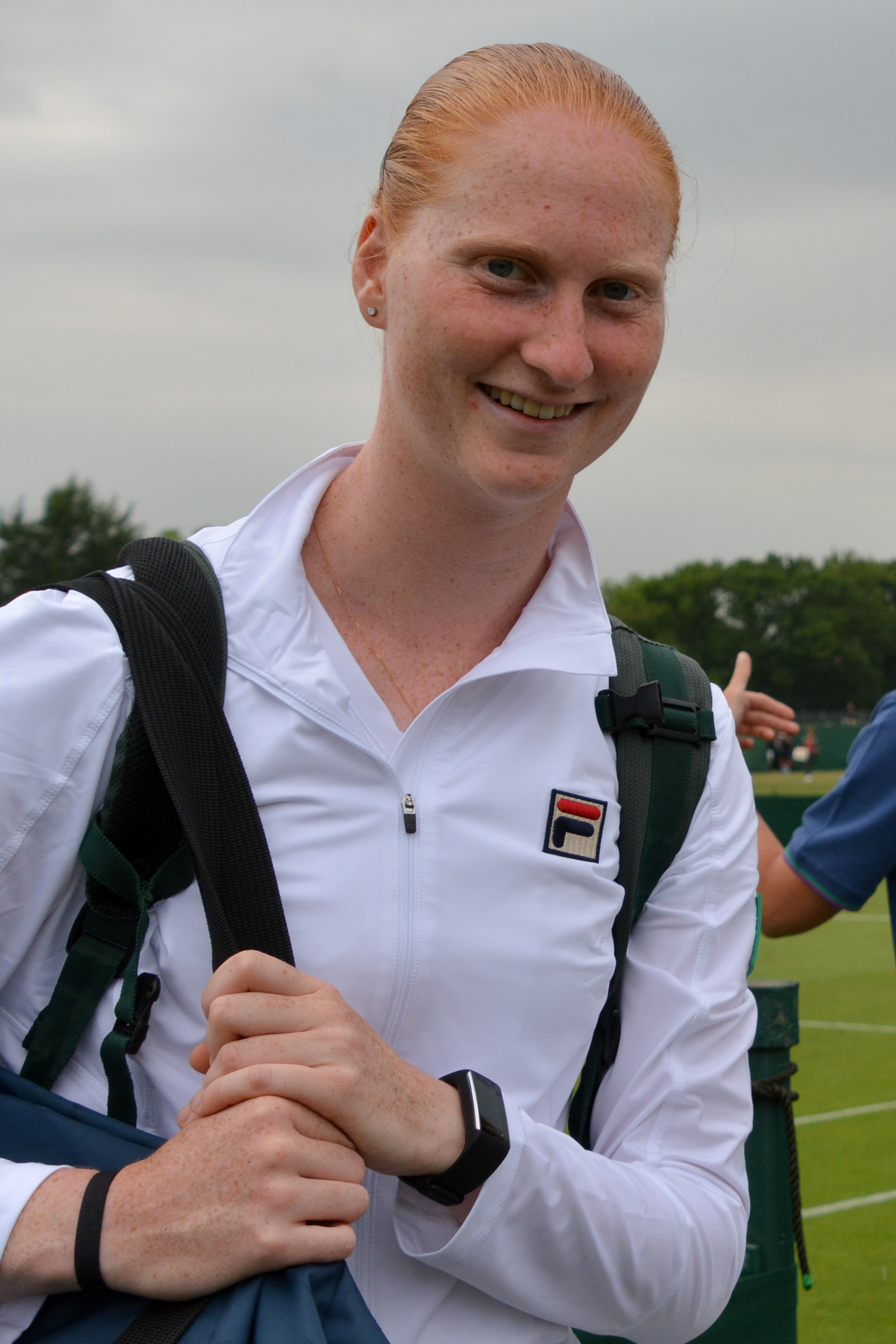
V kvalifikaci Wimbledonu 2017

Premiérový titul na okruhu WTA Tour vybojovala ve dvouhře zářijového Coupe Banque Nationale 2017 v Québecu. V roli sedmé nasazené prošla do finále po výhře nad Němkou Tatjanou Mariovou. V boji o titul pak zdolala maďarskou turnajovou trojku Tímeu Babosovou po třísetovém průběhu. Na každé z předchozích událostí probíhající sezóny přitom nevyhrála více než jeden zápas. Ve finálovém duelu odvrátila deset z jedenácti brejkbolových příležitostí soupeřky. V následném vydání žebříčku postoupila na 68. příčku, což znamenalo posun o 30 míst.

### 2018
Druhý singlový titul vybojovala na únorovém Hungarian Ladies Open 2018 v Budapešti, kde jako nenasazená hráčka ve čtvrtfinále vyřadila druhou nasazenou Čang Šuaj a ve finále turnajovou jedničku Dominiku Cibulkovou po třísetovém průběhu. Bodový zisk ji po turnaji posunul o třicet míst výše na 50. příčku, devět pozic za kariérním maximem. V předchozí části sezóny 2018 přitom vypadla na třech turnajích v prvním kole a jediných vítězství dosáhla ve dvou kvalifikacích a jednom utkání Fed Cupu.

## Soukromý život
V závěru roku 2015 navázala partnerský vztah s krajankou a tenistkou Greet Minnenovou. Pro obě se jednalo o první homosexuální poměr. V březnu 2017 učinila během televizního rozhovoru coming out sdělením, že je lesba. V červenci 2019 se na turnaji série WTA 125K v Karlsruhe obě partnerky utkaly v prvním vzájemném zápase. Duel prvního kola vyhrála šedesátá šestá hráčka žebříčku Van Uytvancková, která zdolala sto dvacátou třetí ženu klasifikace Minnenovou ve třech setech. V deblové soutěži se spolu probojovaly do semifinále. Společně vyhrály dva deblové turnaje. V prosinci 2020 oznámily, že se zasnoubily, o necelý rok později na podzim 2021 se však rozešly.
Na jaře 2022 oznámila na sociálních sítích vztah s Emilii Vermeirenovou. V červenci 2023 vstoupily do manželství.

## Finále na okruhu WTA Tour

### WTA Tour
| Legenda                                      |
| -------------------------------------------- |
| D – dvouhra; Č – čtyřhra                     |
| Grand Slam (0)                               |
| Turnaj mistryň (0)                           |
| Premier Mandatory & Premier 5 / WTA 1000 (0) |
| Premier / WTA 500 (0–1 Č)                    |
| International / WTA 250 (5–0 D; 2–1 Č)       |

#### Dvouhra: 5 (5–0)
| Stav    | č. | datum          | turnaj                 | povrch      | soupeřka ve finále  | výsledek      |
| ------- | -- | -------------- | ---------------------- | ----------- | ------------------- | ------------- |
| Vítězka | 1. | 17. září 2017  | Québec, Kanada         | koberec (h) | Tímea Babosová      | 5–7, 6–4, 6–1 |
| Vítězka | 2. | 25. února 2018 | Budapešť, Maďarsko     | tvrdý (h)   | Dominika Cibulková  | 6–3, 3–6, 7–5 |
| Vítězka | 3. | 24. února 2019 | Budapešť, Maďarsko (2) | tvrdý (h)   | Markéta Vondroušová | 1–6, 7–5, 6–2 |
| Vítězka | 4. | 28. září 2019  | Taškent, Uzbekistán    | tvrdý       | Sorana Cîrsteaová   | 6–2, 4–6, 6–4 |
| Vítězka | 5. | 2. října 2021  | Nur-Sultan, Kazachstán | tvrdý (h)   | Julia Putincevová   | 1–6, 6–4, 6–3 |

#### Čtyřhra: 4 (2–2)
| Stav       | č. | datum           | turnaj                     | povrch    | spoluhráčka          | soupeřky ve finále                             | výsledek         |
| ---------- | -- | --------------- | -------------------------- | --------- | -------------------- | ---------------------------------------------- | ---------------- |
| Finalistka | 1. | 15. února 2015  | Antverpy, Belgie           | tvrdý (h) | An-Sophie Mestachová | Anabel Medina Garrigues Arantxa Parra Santonja | 4–6, 6–3, [5–10] |
| Vítězka    | 1. | 20. října 2018  | Lucemburk, Lucembursko     | tvrdý (h) | Greet Minnenová      | Věra Lapková Mandy Minellaová                  | 7–6(7–3), 6–2    |
| Finalistka | 2. | 21. května 2021 | Bělehrad, Srbsko           | antuka    | Greet Minnenová      | Aleksandra Krunićová Nina Stojanovićová        | 0–6, 2–6         |
| Vítězka    | 2. | 18. září 2021   | Lucemburk, Lucembursko (2) | tvrdý (h) | Greet Minnenová      | Erin Routliffeová Kimberley Zimmermannová      | 6–3, 6–3         |

### Série WTA 125
| Legenda                  |
| ------------------------ |
| D – dvouhra; Č – čtyřhra |
| WTA 125 (3–1 D; 0–2 Č)   |

#### Dvouhra: 4 (3–1)
| Stav       | Č. | Datum              | Turnaj               | Povrch    | Soupeřka ve finále    | Výsledek      |
| ---------- | -- | ------------------ | -------------------- | --------- | --------------------- | ------------- |
| Vítězka    | 1. | 10. listopadu 2013 | Tchaj-pej, Tchaj-wan | tvrdý     | Yanina Wickmayerová   | 6–4, 6–2      |
| Finalistka | 1. | srpen 2016         | Karlsruhe, Německo   | antuka    | Patricia Maria Țigová | 6–3, 1–6, 2–6 |
| Vítězka    | 2. | 19. prosince 2022  | Limoges, Francie     | tvrdý (h) | Ana Bogdanová         | 6–2, 7–5      |
| Vítězka    | 3. | 19. června 2022    | Gaiba, Itálie        | tráva     | Sara Erraniová        | 6–4, 6–3      |

#### Čtyřhra: 2 (0–2)
| Stav       | Č. | Datum              | Turnaj               | Povrch | Spoluhráčka           | Soupeřky ve finále                     | Výsledek         |
| ---------- | -- | ------------------ | -------------------- | ------ | --------------------- | -------------------------------------- | ---------------- |
| Finalistka | 1. | 10. listopadu 2013 | Tchaj-pej, Tchaj-wan | tvrdý  | Anna-Lena Friedsamová | Caroline Garciaová Jaroslava Švedovová | 3–6, 3–6         |
| Finalistka | 2. | 15. května 2022    | Karlsruhe, Německo   | antuka | Jana Sizikovová       | Majar Šarífová Panna Udvardyová        | 7–5, 4–6, [2–10] |

## Finále na okruhu ITF
| Dotace turnajů okruhu ITF | Dotace turnajů okruhu ITF |
| ------------------------- | ------------------------- |
| 100 000 $ tournaments     | 80 000 $ tournaments      |
| 75 000 $ tournaments      | 60 000 $ tournaments      |
| 50 000 $ tournaments      | 25 000 $ tournaments      |
| 15 000 $ tournaments      | 10 000 $ tournaments      |

### Dvouhra: 20 (13–7)
| Stav       | Č.  | Datum              | Turnaj                           | Povrch     | Soupeřka ve finále      | Výsledek             |
| ---------- | --- | ------------------ | -------------------------------- | ---------- | ----------------------- | -------------------- |
| Vítězka    | 1.  | 13. února 2011     | Vale do Lobo, Portugalsko        | tvrdý      | Elica Kostovová         | 6–3, 4–6, 6–2        |
| Vítězka    | 2.  | 13. března 2011    | Dijon, Francie                   | tvrdý      | Claire Feuersteinová    | 6–2, 6–3             |
| Finalistka | 1.  | 23. dubna 2011     | Tessenderlo, Belgie              | antuka (h) | Anna-Lena Grönefeldová  | 3–6, 5–7             |
| Vítězka    | 3.  | 8. května 2011     | Edinburgh, Spojené království    | antuka     | Justyna Jegiolková      | 6–7 (5–7) , 6–4, 6–2 |
| Vítězka    | 4.  | 6. listopadu 2011  | Sunderland, Spojené království   | tvrdý (h)  | Tara Mooreová           | 6–4, 6–1             |
| Vítězka    | 5.  | 15. ledna 2012     | Glasgow, Spojené království      | tvrdý (h)  | Francesca Stephensonová | 6–3, 6–1             |
| Finalistka | 2.  | 29. ledna 2012     | Kaarst, Německo                  | tvrdý (h)) | Dinah Pfizenmaierová    | 4–6, 4–6             |
| Finalistka | 3.  | 21. října 2012     | Glasgow, Spojené království      | tvrdý (h)  | Samantha Murrayová      | 3–6, 6–2, 3–6        |
| Vítězka    | 6.  | 11. listopadu 2012 | Equeurdreville, Francie          | tvrdý (h)  | Julie Coinová           | 6–1, 3–6, 6–3        |
| Vítězka    | 7.  | 27. ledna 2013     | Andrezieux-Boutheon, Francie     | tvrdý (h)  | Ana Vrljčová            | 6–1, 6–4             |
| Finalistka | 4.  | 24. března 2013    | Sunderland, Spojené království   | tvrdý (h)  | Anna-Lena Friedsamová   | 2–6, 6–7 (4–7)       |
| Vítězka    | 8.  | 28. dubna 2013     | Chiasso, Švýcarsko               | antuka     | Katarzyna Kawová        | 7–6 (7–2) , 6–3      |
| Vítězka    | 9.  | 21. září 2013      | Shrewsbury, Spojené království   | tvrdý (h)  | Marta Sirotkinová       | 7–5, 6–1             |
| Finalistka | 5.  | 28. září 2013      | Loughborough, Spojené království | tvrdý (h)  | Anna-Lena Friedsamová   | 3–6, 0–6             |
| Vítězka    | 10. | 17. července 2016  | Stockton, Spojené království     | tvrdý      | Anastasija Pivovarovová | 6–3, 3–6, 6–2        |
| Vítězka    | 11. | 2. října 2016      | Las Vegas, Spojené státy         | tvrdý      | Sofia Keninová          | 3–6, 7–6 (7–4) , 6–2 |
| Finalistka | 6.  | 25. června 2017    | Ilkley, Spojené království       | tráva      | Magdaléna Rybáriková    | 5–7, 6–7(3–7)        |
| Finalistka | 7.  | říjen 2017         | Poitiers, Francie                | tvrdý (h)  | Mihaela Buzărnescuová   | 4–6, 2–6             |
| Vítězka    | 12. | červen 2021        | Nottingham, Spojené království   | tráva      | Arina Rodionovová       | 6–0, 6–4             |
| Vítězka    | 13. | 5. června 2022     | Surbiton, Spojené království     | tráva      | Arina Rodionovová       | 7–6(7–3), 6–2        |

#### Čtyřhra: 4 (2–2)
| Stav       | č. | datum             | turnaj                     | povrch    | spoluhráčka           | soupeřky ve finále                          | výsledek       |
| ---------- | -- | ----------------- | -------------------------- | --------- | --------------------- | ------------------------------------------- | -------------- |
| Finalistka | 1. | 16. srpna 2010    | Westende, Belgie           | tvrdý     | Irina Chromačovová    | Quirine Lemoineová Demi Schuursová          | 6-3 4-6 [4-10] |
| Finalistka | 2. | 5. března 2012    | Dijon, Francie             | tvrdý (h) | Jana Sizikovová       | Diāna Marcinkēvičová Despina Papamichailová | 5–7, 6–7(7–9)  |
| Vítězka    | 1. | 25. března 2013   | Croissy-Beaubourg, Francie | tvrdý (h) | Anna-Lena Friedsamová | Stéphanie Foretzová Eva Hrdinová            | 6–3, 6–4       |
| Vítězka    | 2. | 11. července 2016 | Stockton, USA              | tvrdý     | Kristýna Plíšková     | Robin Andersonová Maegan Manasseová         | 6–2, 6–3       |

## Postavení na konečném žebříčku WTA

### Dvouhra
| Rok    | 2010 | 2011   | 2012   | 2013   | 2014  | 2015  | 2016   | 2017  | 2018  |
| Pořadí | 829. | ▲ 297. | ▲ 220. | ▲ 129. | ▲ 80. | ▲ 42. | ▼ 123. | ▲ 75. | ▲ 50. |

### Čtyřhra
| Rok    | 2011 | 2012   | 2013   | 2014   | 2015   | 2016   | 2017 | 2018 |
| Pořadí | 988. | ▲ 319. | ▼ 508. | ▲ 365. | ▲ 107. | ▼ 290. | —    | 186. |